# Batalha de Turda
A Batalha de Turda (de 5 de setembro a 8 de outubro de 1944) foi uma operação defensiva de tropas do 2º Exército húngaro e do 8º Exército alemão contra as forças romenas e soviéticas na área ao redor de Turda durante a Segunda Guerra Mundial. Foi uma das maiores batalhas lutadas na Transilvânia durante o conflito e integra o conjunto da Batalha da Romênia, que compreendeu várias operações dentro ou ao redor do Reino da Romênia em 1944, como parte da Frente Oriental, na qual o Exército Soviético derrotou as forças do Eixo na área, levou a Romênia a mudar de lado e as forças soviéticas e romenas forças a forçarem os alemães de volta para a Hungria.

## Prólogo
Antes da batalha, unidades soviéticas da Segunda Frente Ucraniana ocuparam a passagem do vulcão e as cidades de Brașov e Sibiu. O Exército Vermelho pretendia capturar Cluj-Napoca (a histórica capital da Transilvânia) sem muitos esforços. Enquanto continuava a avançar em direção ao rio Mureș, o qual a 2.ª Divisão Armada pudera recentemente atravessar, enfrentou e afugentou soldados húngaros. Os húngaros foram forçados a tomar uma posição defensiva em 10 de setembro de 1944.

## A batalha
O Stavka (alto comando soviético), foi surpreendido pela inesperada ofensiva húngara, e decidiu fortalecer suas forças da região para prevenir outra. Ele também lançou um ataque em Turda, aliado ao 4º Exército Romeno. A cidade foi defendida pela enfraquecida 25ª Divisão de Infantaria Húngara, que só contava com até então com 3 batalhões disponíveis. Os três outros estavam atrasados por várias ações da retaguarda, e não eram esperados para antes de 13 de setembro. Os soldados do Exército Vermelho avançantes foram parados pelo 3º Batalhão da 25ª Divisão de Infantaria (sediada em Oradea) em Unirea em 13 de setembro. Os três primeiros tanques Soviéticos foram destruídos por uma arma anti-tanque. O restante da coluna armada então se dispersou e atacou os defensores. Com a ajuda de uma unidade anti-tanque alemã, os húngaros destruíram mais 17 outros tanques mais distantes. O ataque assim foi parado, e os soviéticos reagruparam-se e recuaram para posições defensivas.
Os soviéticos e seus aliados romenos atacaram de novo no dia seguinte (14 de setembro) no oeste de Turda.
Em 15 de setembro, os soviéticos e os romenos lançaram um ataque maior no sul de Turda, precedido de um bombardeio pesado. Eles invadiram novamente o setor leste todo o caminho até os arredores da cidade, mas foram novamente impedidos por um contra-ataque da 2ª Divisão Armada. Seguiu-se uma calmaria temporária, da qual os húngaros aproveitaram para se prepararem para um contra-ataque. Em 19 de setembro, a 25ª Divisão de Infantaria Húngara atacou. Ela ganhou algum território, mas os soviéticos lutaram persistentemente apesar das grandes perdas. Os soviéticos contra-atacaram com uma divisão romena e outras três soviéticas em 22 de setembro. A Segunda Divisão Armada contra-atacou com apenas 57 tanques e não puderam pará-los. Os húngaros perderam mil homens naquele dia.